# Замок Арді

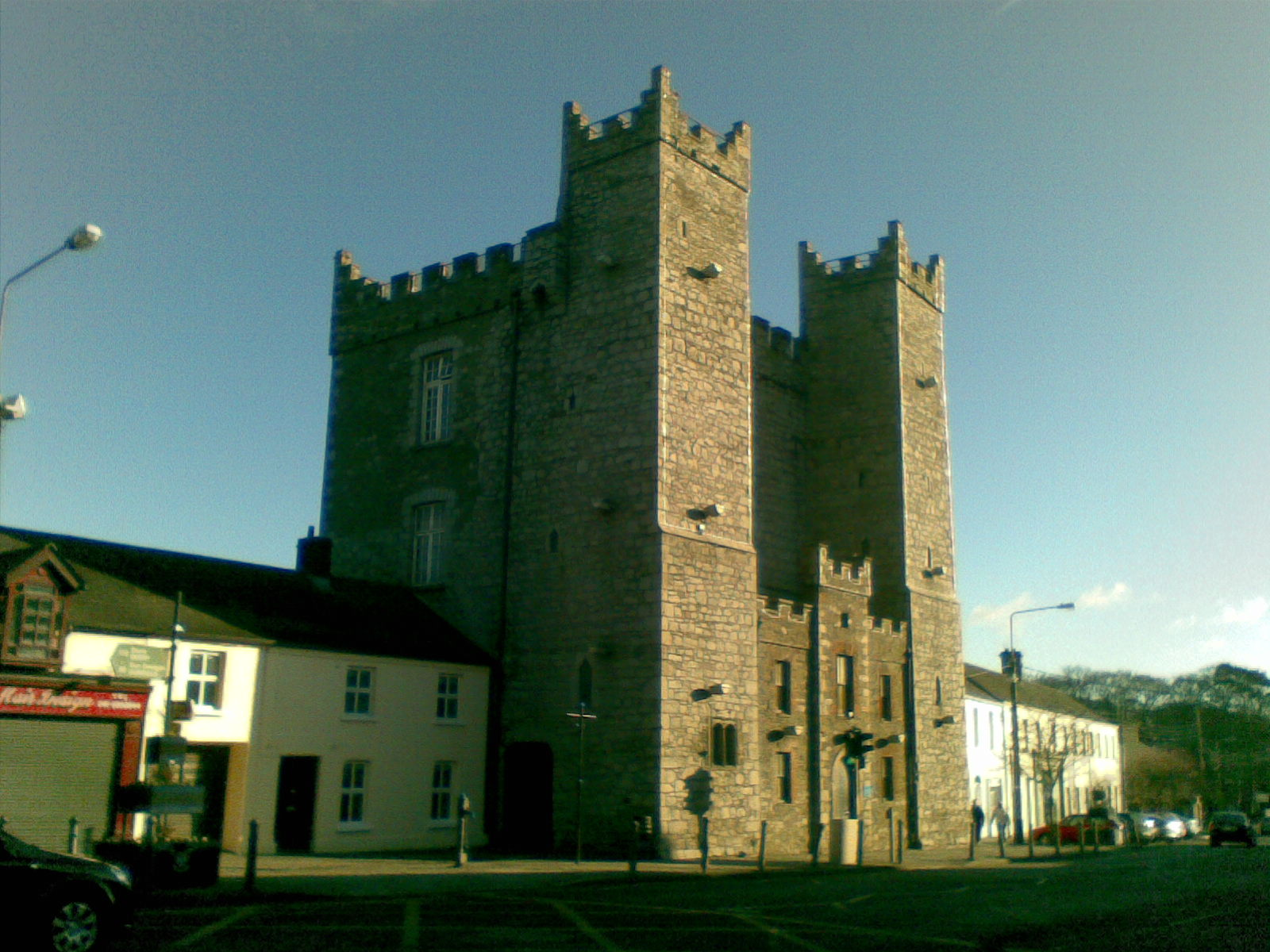
Замок Арді.

Замок Арді (англ. Ardee Castle, ірл. Caisleán na Baile Átha Fhirdhia) — замок Балє Ахі Фірдіа, замок Міста Броду Фірдія — один із замків Ірландії, розташований в шграфстві Лаут (Лу), в одноіменному місті Арді, на березі річки Ді, на перетині доріг N2, N52 та N33, на відстані 12 миль від міст Дандалк та Догеда. Нині замок Арді є пам'яткою історії та архітектури Ірландії національного значення.

## Історія замку Арді
Замок Арді отримав свою назву від імені легендарного героя Фірдія, що жив в часи королеви Коннахта Медб. Фердія мав чотириденний бій з іншим легендарним героєм — Кухуліном і загинув у цьому бою. Битва відбулася якраз в цих місцях, похований він був на південних берегах річки. Нині в місті поставлений йому пам'ятник.
У давнину ця місцина називалась рівнина Муйремне. Замок і місто були побудовані в основному в XV столітті. На захід від замку є одне з найбільших боліт в Ірландії. Замок Арді, що відомий також як замок Святого Леґера — це один із найбільших баштового типу в Ірландії, що збереглися до нашого часу. Замок Арді побудований у XV столітті на місці більш давнього замку. Найперший замок на цьому місці збудував у 1207 році англо-норманський феодал Роджер де Пеппард. У XV столітті замок, що стоїть до нашого часу збудував феодал Джон Санкт-Леджер (Сен-Леже). Замок займав стратегічне положення і відігравав ключеву роль в обороні англійських володінь в Ірландії від нападів непокірних ірландських кланів. Замок стояв на північному кордоні англійської колонії Пейл. Далі на північ були землі ірландських кланів. У ХІІІ — XVIII століттях замок був в руках англійців. Під час чергової війни за незалежність Ірландії в XVII столітті замок спробував захопити ірландський ватажок з клану О'Нейлл (О'Ніл) — сер Фелім О'Ніл. У 1641 році під час повтання за незалежність Ірландії йому вдалося захопити замок і деякий час він використовував його як опорний пункт. Тут він формував загони ірландської армії для війни з англійською владою. Замок відбив і взяв штурмом англійський офіцер сер Генрі Тічборн. Потім в замку був англійський гарнізон. Маркіз Ормонд віддав наказ англійському гарнізону замку знищити замок і місто Арді разом з його жителями ще до прибуття військ Олівера Кромвеля, але цей наказ не було виконано. Під час так званих вільямітських (якобітських) війн наприкінці XVII століття замок контролював король-католик Яків ІІ і використовував замок для підготовки до битви на річці Бойн. У XVII — XVIII століттях у замку була в'язниця. Потім і до недавнього часу в замку розміщувався суд. Поруч біля замку є Стрибаюча церква. Легенда говорить, що в давні часи ця церква була нехристиянською і одного разу вистрибнула з християнських стін.